# Lasse Møller
Lasse Kjær Møller, más conocido como Lasse Møller, (Gudme, 11 de junio de 1996) es un jugador de balonmano danés que juega de lateral izquierdo en el SG Flensburg-Handewitt de la Bundesliga. Es internacional con la selección de balonmano de Dinamarca.

## Palmarés

### GOG Gudme
- Copa de Dinamarca de balonmano (1): 2019

### Flensburg
- Liga Europea de la EHF (1): 2024

## Clubes
| Club                   | País      | Año         |
| ---------------------- | --------- | ----------- |
| GOG Gudme              | Dinamarca | 2013 - 2020 |
| SG Flensburg-Handewitt | Alemania  | 2020 - Act. |